# Phyllonorycter lantanella
Phyllonorycter lantanella là một loài bướm đêm thuộc họ Gracillariidae. Nó được tìm thấy ở khắp châu Âu, except Scandinavia, Ireland và the bán đảo Balkan.
Sải cánh dài khoảng 9 mm. Có hai lứa trưởng thành vào tháng 5 và một lần nữa vào tháng 8.
Ấu trùng ăn Viburnum lantana, Viburnum opulus, Viburnum tinus và Sorbus aucuparia. Chúng ăn lá nơi chúng làm tổ. They create a lower-surface tentiform mine between two side veins. Pupation takes place withtrong mine without a recognisable cocoon.